# کارن آن سمیرس
کارن آن سمیرس (۳۱ اکتبر ۱۹۵۴) یک تحصیل‌کردهٔ آمریکایی است با گرایش و علاقه شدید به ژاپن. مدرک کارشناسی خود را در دانشگاه اسمیت کسب کرد و دکترای خود را در رشته مردم‌شناسی از دانشگاه پرینستون دریافت کرد، نام پایان‌نامه دکترای او "روباه و جواهر" بود، او همچنین در بخش مذهب دانشگاه وسلی به تدریس مشغول شد.